# Ricardo Kieboom
Ricardo Kieboom (Ridderkerk, 20 september 1991) is een Nederlands voormalig voetballer die als doelman speelde.

## Loopbaan
Kieboom speelde in de jeugd van ADO Den Haag en stond van 2012 tot en met 2017 onder contract bij Sparta Rotterdam. Hij maakte zijn debuut op 15 mei 2014 in de derde ronde van de play-offs om promotie/degradatie, thuis tegen FC Dordrecht als vervanger van de geblesseerd geraakte Khalid Sinouh. Op 11 april 2016 werd Sparta kampioen van de Eerste divisie waardoor de Spartanen promoveerden naar de Eredivisie. Van 2017 tot 2020 speelde Kieboom voor VV Katwijk. Vanaf begin 2021 kwam hij uit voor Kozakken Boys. In 2022 beëindigde hij zijn loopbaan. 

## Erelijst

### Sparta Rotterdam
| Nationaal               |    |         |
| Kampioen Eerste divisie | 1x | 2015/16 |

### VV Katwijk
| Nationaal               |    |         |
| Kampioen Tweede divisie | 1x | 2017/18 |